# Hypocrea estonica
Hypocrea estonica är en svampart som tillhör divisionen sporsäcksvampar, och som beskrevs av P.Chaverri och Gary Joseph Samuels. Hypocrea estonica ingår i släktet svampdynor, och familjen Hypocreaceae. Arten är reproducerande i Sverige.